# Мангуська волость
Мангуська волость — адміністративно-територіальна одиниця Маріупольського повіту Катеринославської губернії.
Станом на 1886 рік складалася з 2 поселень, 2 сільських громад. Населення — 4439 осіб (2278 чоловічої статі та 2161 — жіночої), 211 дворових господарств.
|                     | Площа, десятин | У тому числі орної, дес. |
| ------------------- | -------------- | ------------------------ |
| Сільських громад    | 9557           | 4721                     |
| Приватної власності | —              | —                        |
| Казенної власності  | —              | —                        |
| Іншої власності     | —              | —                        |
| Загалом             | 9557           | 4721                     |

Поселення волості:
- Мангуш — колонія грецька при річках Мокра Білосарайка та Суха Білосарайка за 18 верст від повітового міста, 3510 осіб, 555 дворів, православна церква, школа, земська станція, 7 лавок, цегельний завод. За 10 верст — земська станція. За 12 верст — 2 риболовецьких заводи.
- Старий Крим — колонія грецька при річці Калка та протоці Кальчик, 929 осіб, 178 дворі, православна церква, школа, земська станція, 3 лавки.